# Fadrique Álvarez de Toledo y Enríquez de Guzmán
Fadrique Álvarez de Toledo y Enríquez de Guzmán (21 de noviembre de 1537-Alba de Tormes, 3 de septiembre de 1585), también llamado Don Fadrique, fue un militar español, IV duque de Alba de Tormes, I duque consorte de Huéscar, V marqués de Coria, IV conde de Salvatierra de Tormes,  IV conde de Piedrahíta, IX señor de Valdecorneja, comendador mayor de la Orden de Calatrava y grande de España. 

## Biografía
Fadrique Álvarez de Toledo y Enríquez de Guzmán fue el segundo hijo de Fernando Álvarez de Toledo y Pimentel, III duque de Alba de Tormes, llamado el Gran Duque de Alba, y de María Enríquez de Toledo y Guzmán o María Enríquez Álvarez de Toledo; heredó el ducado de Alba de Tormes a la muerte de su padre en 1582.
Fadrique tuvo tres casamientos. En 1555 contrajo matrimonio con Guiomar de Aragón —hija del II duque de Segorbe, Alfonso de Aragón y Portugal y de Juana Folch de Cardona y Manrique de Lara, III duquesa de Cardona—, sin descendencia. En 1562 contrajo segundas nupcias con María Josefa Pimentel y Girón —hija de Antonio Alonso Pimentel y Herrera de Velasco, III duque de Benavente y de su esposa María Luisa Girón Enríquez —, quien fue la I duquesa de Huéscar, título que el rey Felipe II de España otorgó a la esposa del primogénito del duque de Alba y con la que tampoco tuvo descendencia. Su tercer matrimonio, en secreto, fue con su prima hermana, María de Toledo y Colonna, hija de García de Toledo, IV marqués de Villafranca.
Entre 1557 y 1558 sustituyó ocasionalmente a su padre durante las ausencias de este en el cargo de virrey de Nápoles.

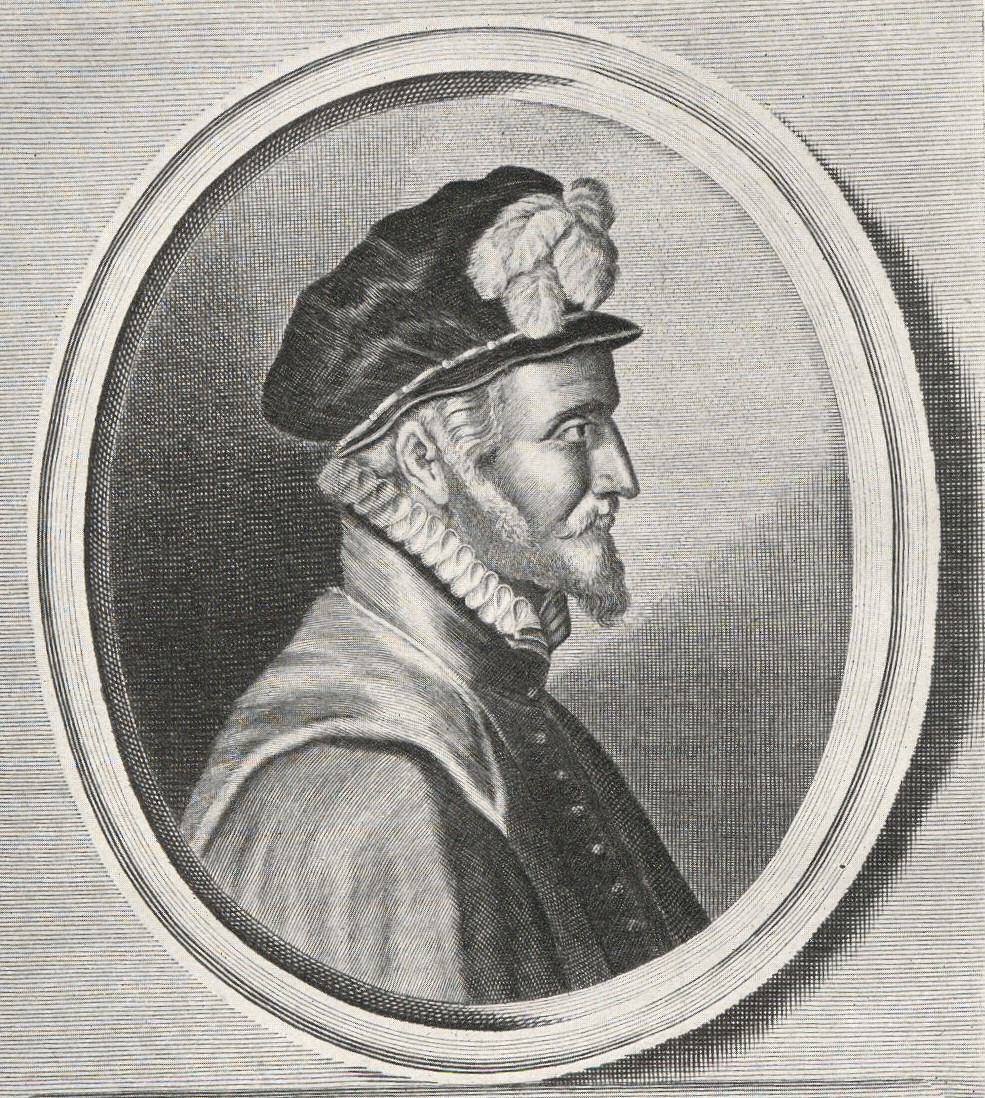
Don Fadrique Álvarez de Toledo, IV Duque de Alba.

Había dado promesas de matrimonio a Magdalena de Guzmán, dama de la reina consorte Isabel de Valois, quien fue la tercera esposa del rey Felipe II, pero no las cumplió, lo que le costó el arresto y encarcelamiento en el castillo de La Mota, en Medina del Campo, en 1566. Magdalena de Guzmán fue recluida en el monasterio de Santa Fe de Toledo.
Al año siguiente Fadrique fue puesto en libertad a cambio de prestar servicio militar durante tres años en la frontera con Orán y sufrir destierro de la corte tres años más, pero en abril de 1568, encontrándose en Murcia esperando embarcarse hacia Orán, Felipe II conmutó este castigo por un nuevo destino en Flandes, donde su padre estaba al frente de los tercios en su condición de gobernador de los Países Bajos españoles.
Fadrique fue comandante del ejército de la Corona española en los Países Bajos españoles a las órdenes de su padre durante la primera fase de la guerra de los Ochenta Años. Colaboró militarmente con este en el asedio de Mons y estuvo al mando de las tropas que llevaron a cabo el saqueo de Malinas, Zutphen y Naarden y los asedios de Haarlem y Alkmaar. En 1574 el duque y su hijo Fadrique regresaron a Madrid.

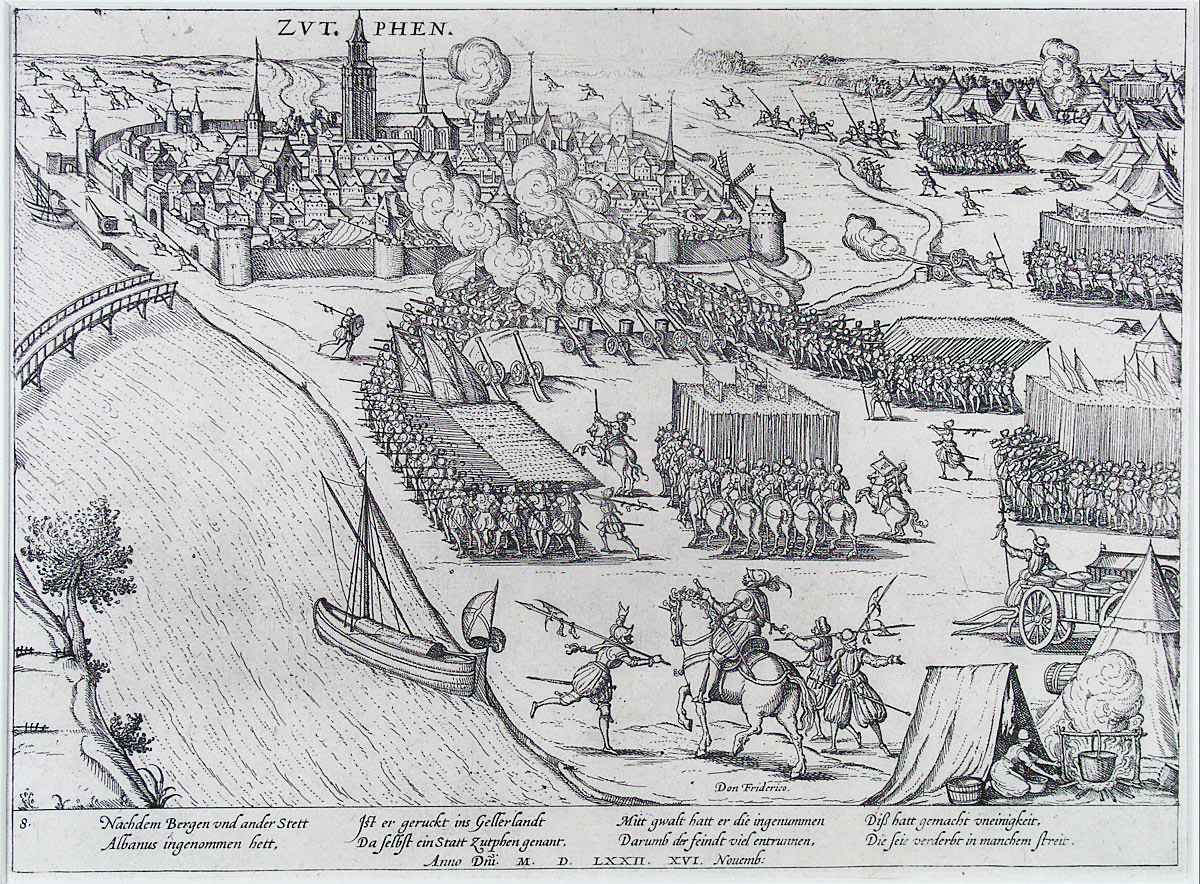
Captura de Zutphen (actualmente en Países Bajos) por las tropas de Fadrique Álvarez de Toledo, en octubre de 1572, al comienzo de la Guerra de los ochenta años.

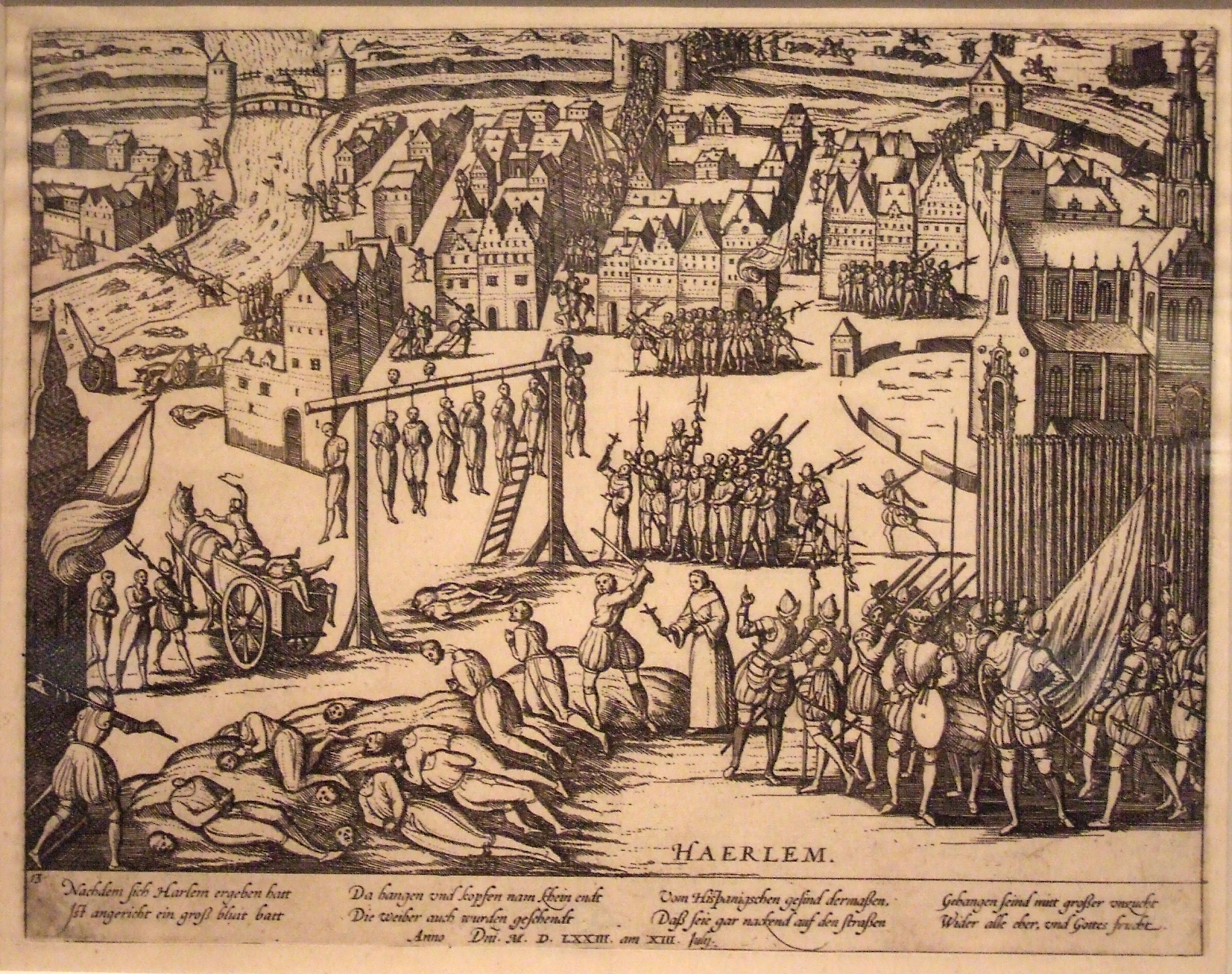
Ejecuciones masivas tras la captura de Haarlem por las tropas de Don Fadrique. Por sus acciones durante la guerra fue procesado al volver a España.

En 1578, a petición de Magdalena de Guzmán, todavía enclaustrada, el rey Felipe II ordenó reabrir el proceso contra don Fadrique, durante el cual este fue encarcelado en el castillo de Tordesillas y posteriormente de nuevo en el castillo de la Mota.  En el transcurso de las investigaciones que se llevaron a cabo, se descubrió que a fin de evitar su boda con la reclamante, Fadrique se había casado en secreto por poderes con María Álvarez de Toledo Osorio —hija de García Álvarez de Toledo y Osorio, IV marqués de Villafranca del Bierzo, virrey de Sicilia y primo del duque de Alba— mediante una autorización emitida para tal fin por su padre el duque de Alba, contraviniendo las disposiciones del rey. Fadrique quedó confinado en su prisión, y su padre fue desterrado de la corte, de donde partió al exilio a Uceda.
En atención a su mal estado de salud y a las precarias condiciones de su encierro, en mayo de 1580 Fadrique fue liberado de su prisión, bajo la condición de residir en la villa de Alba, de donde se le prohibió salir.
De su unión con María de Toledo tuvo en 1582 un hijo, Fernando Álvarez de Toledo y Álvarez de Toledo , VI marqués de Coria, muerto ese mismo año. Le sucedió en sus títulos de nobleza su sobrino Antonio Álvarez de Toledo y Beaumont.
| Predecesor: Fernando Álvarez de Toledo y Pimentel, III duque de Alba de Tormes        | IV duque de Alba de Tormes 1582-1583          | Sucesor: Antonio Álvarez de Toledo y Beaumont, V duque de Alba de Tormes        |
| Predecesor: Nuevo título                                                              | I duque consorte de Huéscar 1563 - 1583       | Sucesor: Antonio Álvarez de Toledo y Beaumont, II duque consorte de Huéscar     |
| Predecesor: Fernando Álvarez de Toledo y Pimentel, IV marqués de Coria                | V marqués de Coria 1582 - 1582                | Sucesor: Fernando Álvarez de Toledo y Álvarez de Toledo, VI marqués de Coria    |
| Predecesor: Fernando Álvarez de Toledo y Pimentel, III conde de Salvatierra de Tormes | IV conde de Salvatierra de Tormes 1582 - 1583 | Sucesor: Antonio Álvarez de Toledo y Beaumont, V conde de Salvatierra de Tormes |
| Predecesor: Fernando Álvarez de Toledo hy Pimentel, III conde de Piedrahíta           | IV conde de Piedrahíta 1582 - 1583            | Sucesor: Antonio Álvarez de Toledo y Beaumont, V conde de Piedrahíta            |
| Predecesor: Fernando Álvarez de Toledo y Pimentel, VIII señor de Valdecorneja         | IX señor de Valdecorneja 1582 - 1583          | Sucesor: Antonio Álvarez de Toledo y Beaumont, X señor de Valdecorneja          |